# (3261) Tvardovskij
(3261) Tvardovskij est un astéroïde de la ceinture principale.

## Description
(3261) Tvardovskij est un astéroïde de la ceinture principale. Il fut découvert le 22 septembre 1979 à Naoutchnyï par Nikolaï Tchernykh. Il porte le nom de Alexandre Trifonovitch Tvardovski. Il présente une orbite caractérisée par un demi-grand axe de 2,90 UA, une excentricité de 0,08 et une inclinaison de 2,8° par rapport à l'écliptique.

## Compléments